# Slag bij Melitene
De Slag van Melitene (of Malatya) vond plaats in 1100; een kruisvaardersleger onder leiding van Bohemund I van Antiochië werd daar verslagen door de Danishmend-Turken onder leiding van Danishmend Gazi.
Nadat het Vorstendom Antiochië in 1098 gestabiliseerd was, sloot Bohemund een bondgenootschap met de Armeens-Ciliciërs. Vervolgens riep Gabriel van Melitene de hulp van Bohemund in, omdat deze en zijn Armeens garnizoen werden belaagd door Danishmenden. Bohemund marcheerde met een leger van driehonderd ruiters en enkele duizenden infanteristen naar het noorden.
De strijders van Malik Ghazi vielen de kruisvaarders in een hinderlaag aan. Hun expeditie was mislukt en de meeste kruisvaarders werden omgebracht; Bohemund werd gevangengenomen, samen met Richard van Salerno. Onder de doden waren ook de Armeense bisschoppen van Marash en Antiochië. Bohemund werd vastgehouden voor losgeld, maar werd pas vrijgekocht in 1103. Er werd een reddingspoging gedaan tijdens de Kruisvaart van 1101, waar de Lombarden (Italiaanse vertrouwelingen van Bohemund) onderweg waren naar Niksar, waar zij dachten dat Bohemund gevangen zat, maar het leger werd verslagen bij Merzifon.
Deze slag was de eerste nederlaag sinds de kruisvaarders in het Heilig Land waren aangekomen, in de nasleep van de Eerste Kruistocht.